# Thoisy-le-Désert
Thoisy-le-Désert est une commune française située dans le canton d'Arnay-le-Duc du département de la Côte-d'Or, en région Bourgogne-Franche-Comté.

## Géographie
Au hameau du même nom se trouve le réservoir de Cercey d’une capacité de 3,6 millions de m3 pour une surface de 62 hectares, il a été achevé en 1836 pour alimenter le canal de Bourgogne qui relie la Saône à l’Yonne.
La commune est traversée par l'autoroute A6 dont le plus proche accès se trouve à l'échangeur de Pouilly-en-Auxois.
Elle fait partie de la communauté de communes de Pouilly-en-Auxois et Bligny-sur-Ouche.

### Climat
Pour des articles plus généraux, voir Climat de la Bourgogne-Franche-Comté et Climat de la Côte-d'Or.
En 2010, le climat de la commune est de type climat des marges montargnardes, selon une étude du Centre national de la recherche scientifique s'appuyant sur une série de données couvrant la période 1971-2000. En 2020, Météo-France publie une typologie des climats de la France métropolitaine dans laquelle la commune est exposée à un climat océanique altéré et est dans la région climatique  Lorraine, plateau de Langres, Morvan, caractérisée par un hiver rude (1,5 °C), des vents modérés et des brouillards fréquents en automne et hiver. 
Pour la période 1971-2000, la température annuelle moyenne est de 10,4 °C, avec une amplitude thermique annuelle de 17,1 °C. Le cumul annuel moyen de précipitations est de 861 mm, avec 12,2 jours de précipitations en janvier et 7,8 jours en juillet. Pour la période 1991-2020, la température moyenne annuelle observée sur la station météorologique de Météo-France la plus proche, « Pouilly-en-Aux_sapc », sur la commune de Pouilly-en-Auxois à 3 km à vol d'oiseau, est de 10,7 °C et le cumul annuel moyen de précipitations est de 859,1 mm,. Pour l'avenir, les paramètres climatiques de la commune estimés pour 2050 selon différents scénarios d'émission de gaz à effet de serre sont consultables sur un site dédié publié par Météo-France en novembre 2022.

## Urbanisme

### Typologie
Au 1er janvier 2024, Thoisy-le-Désert est catégorisée commune rurale à habitat dispersé, selon la nouvelle grille communale de densité à 7 niveaux définie par l'Insee en 2022.
Elle est située hors unité urbaine et hors attraction des villes,.

### Occupation des sols
L'occupation des sols de la commune, telle qu'elle ressort de la base de données européenne d’occupation biophysique des sols Corine Land Cover (CLC), est marquée par l'importance des territoires agricoles (82,4 % en 2018), une proportion identique à celle de 1990 (82,4 %). La répartition détaillée en 2018 est la suivante : 
prairies (52,3 %), terres arables (30 %), forêts (10,7 %), eaux continentales (5 %), zones urbanisées (1,9 %), zones agricoles hétérogènes (0,1 %). L'évolution de l’occupation des sols de la commune et de ses infrastructures peut être observée sur les différentes représentations cartographiques du territoire : la carte de Cassini (XVIIIe siècle), la carte d'état-major (1820-1866) et les cartes ou photos aériennes de l'IGN pour la période actuelle (1950 à aujourd'hui).

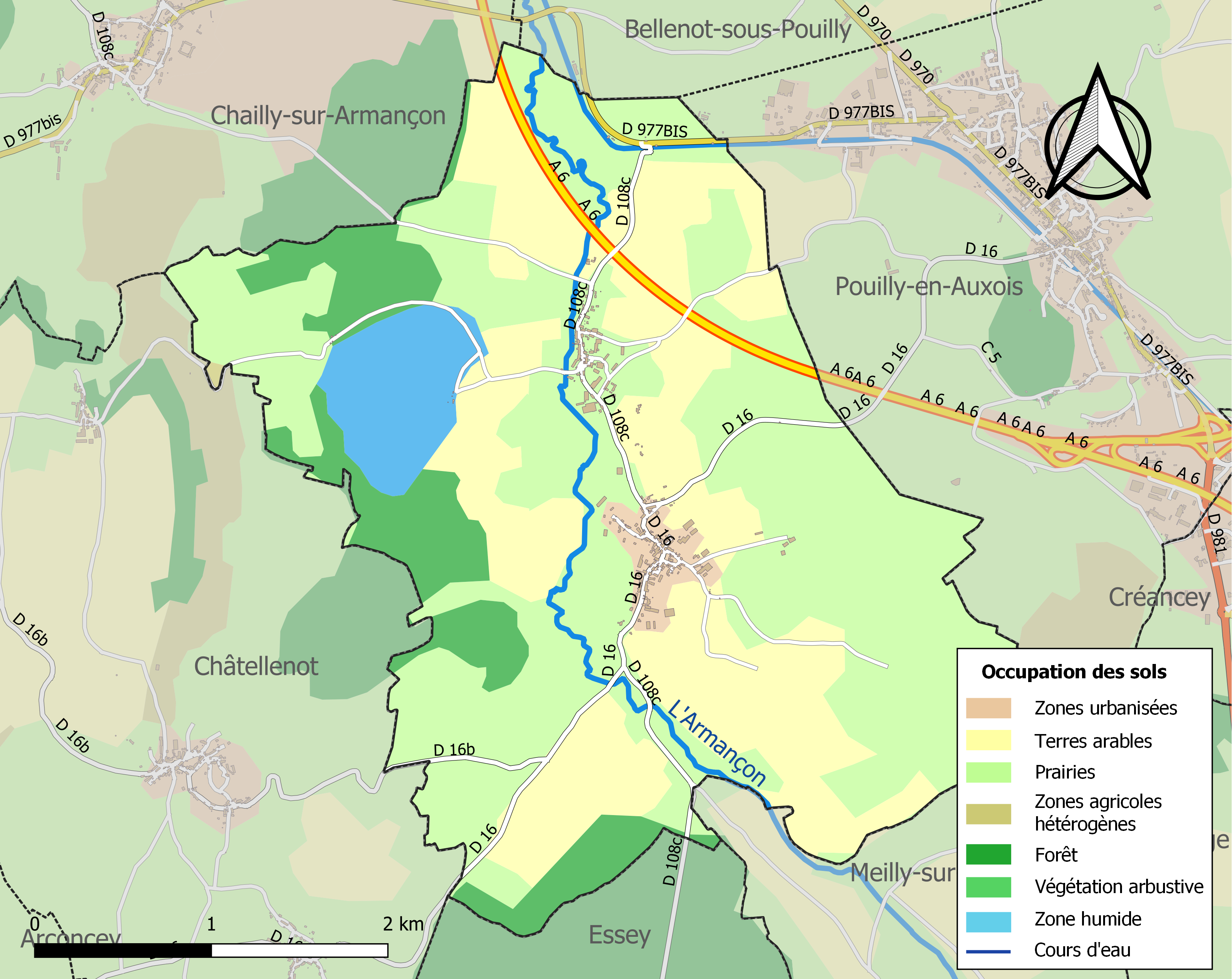
Carte des infrastructures et de l'occupation des sols de la commune en 2018 (CLC).

## Histoire
En avril 1164, le pape Alexandre III, délivre une bulle à l'abbaye de Saint-Martin d'Autun, confirmant les donations qui lui furent jadis faites dont l'église de Thoisy-le-Désert dite ecclesiam thosiaco.
Napoléon Ier, alors âgé de 9 ans et demi, séjourna au château de Thoisy-le-Désert au printemps de 1779, sur le trajet qui devait le conduire à l'École de Brienne.
Une gare ferroviaire a fonctionné sur la commune de 1891 à 1953 située sur la ligne d'Êpinac-les-mines à Pouillenay.

## Politique et administration
| Période                                  | Période  | Identité           | Étiquette | Qualité |
| ---------------------------------------- | -------- | ------------------ | --------- | ------- |
| mars 2001                                | en cours | M. François Mimeur | DVD       |         |
| Les données manquantes sont à compléter. |          |                    |           |         |

## Démographie
L'évolution du nombre d'habitants est connue à travers les recensements de la population effectués dans la commune depuis 1793. Pour les communes de moins de 10 000 habitants, une enquête de recensement portant sur toute la population est réalisée tous les cinq ans, les populations de référence des années intermédiaires étant quant à elles estimées par interpolation ou extrapolation. Pour la commune, le premier recensement exhaustif entrant dans le cadre du nouveau dispositif a été réalisé en 2005.

En 2022, la commune comptait 215 habitants, en évolution de +3,37 % par rapport à 2016 (Côte-d'Or : +0,82 %, France hors Mayotte : +2,11 %).
| 1793 | 1800 | 1806 | 1821 | 1836 | 1841 | 1846 | 1851 | 1856 |
| ---- | ---- | ---- | ---- | ---- | ---- | ---- | ---- | ---- |
| 485  | 488  | 406  | 488  | 618  | 501  | 509  | 493  | 470  |

| 1861 | 1866 | 1872 | 1876 | 1881 | 1886 | 1891 | 1896 | 1901 |
| ---- | ---- | ---- | ---- | ---- | ---- | ---- | ---- | ---- |
| 466  | 448  | 441  | 449  | 426  | 433  | 455  | 412  | 370  |

| 1906 | 1911 | 1921 | 1926 | 1931 | 1936 | 1946 | 1954 | 1962 |
| ---- | ---- | ---- | ---- | ---- | ---- | ---- | ---- | ---- |
| 383  | 355  | 312  | 315  | 299  | 262  | 235  | 218  | 225  |

| 1968 | 1975 | 1982 | 1990 | 1999 | 2005 | 2006 | 2010 | 2015 |
| ---- | ---- | ---- | ---- | ---- | ---- | ---- | ---- | ---- |
| 193  | 157  | 149  | 147  | 163  | 187  | 186  | 208  | 211  |

| 2020 | 2022 | - | - | - | - | - | - | - |
| ---- | ---- | - | - | - | - | - | - | - |
| 216  | 215  | - | - | - | - | - | - | - |

## Lieux et monuments
- Réservoir de Cercey de 3,6 millions de m3 destiné à l'alimentation en eau du Canal de Bourgogne, promenades, aire de pique-nique, pêche, ornithologie[17]...
- Église Saint-Maurice (XIIIe siècle).
- Le manoir dit des Templiers.

## Héraldique
| Blason de Thoisy-le-Désert | Blason  | D'azur au cœur d'argent accompagné de trois étoiles d'or. |
| Blason de Thoisy-le-Désert | Détails | Le statut officiel du blason reste à déterminer.          |